# Liste der Beiträge für den besten fremdsprachigen Film für die Oscarverleihung 2005
Die folgenden 51 Filme, alle aus verschiedenen Ländern, waren Vorschläge in der Kategorie Bester fremdsprachiger Film für die Oscarverleihung 2005. Die hervorgehobenen Titel waren die fünf letztendlich nominierten Filme.
Zum ersten Mal gab es einen Vorschlag aus Malaysia. 
Aus Kolumbien wurde zuerst der Film Maria voll der Gnade vorgeschlagen, dieser wurde jedoch aufgrund des vielen englischsprachigen Dialoges abgelehnt. Als Ersatz wurde der Film El Rey eingereicht.

## Beiträge
| Land                    | Deutscher Verleihtitel                                | Originaltitel                                          | Sprache(n)       | Regisseur(e)                       | Ergebnis        |
| ----------------------- | ----------------------------------------------------- | ------------------------------------------------------ | ---------------- | ---------------------------------- | --------------- |
| Ägypten                 | Baheb el cima                                         | بحب السيما (Baheb el cima)                             | Arabisch         | Osama Fawzy                        | Nicht nominiert |
| Afghanistan             | Erde und Asche                                        | Khakestar-o-khak                                       | Persisch, Pashto | Atiq Rahimi                        | Nicht nominiert |
| Argentinien             | El abrazo partido                                     | El abrazo partido                                      | Spanisch         | Daniel Burman                      | Nicht nominiert |
| Belgien                 | Totgemacht – The Alzheimer Case                       | De Zaak Alzheimer                                      | Niederländisch   | Erik Van Looy                      | Nicht nominiert |
| Bosnien und Herzegowina | Kod amidze Idriza                                     | Kod amidze Idriza                                      | Serbokroatisch   | Pjer Žalica                        | Nicht nominiert |
| Brasilien               | Olga                                                  | Olga                                                   | Portugiesisch    | Jayme Monjardim                    | Nicht nominiert |
| Bulgarien               | Mila vom Mars                                         | Мила от Марс (Mila ot Mars)                            | Bulgarisch       | Zornitsa Sophia                    | Nicht nominiert |
| Chile                   | Machuca, mein Freund                                  | Machuca                                                | Spanisch         | Andrés Wood                        | Nicht nominiert |
| Volksrepublik China     | House of Flying Daggers                               | 十面埋伏 (Shí miàn mái fú)                             | Mandarin         | Zhang Yimou                        | Nicht nominiert |
| Dänemark                | The Five Obstructions                                 | De Fem benspænd                                        | Dänisch          | Jørgen Leth, Lars von Trier        | Nicht nominiert |
| Deutschland             | Der Untergang                                         | Der Untergang                                          | Deutsch          | Oliver Hirschbiegel                | Nominiert       |
| Ecuador                 | Crónicas – Das Monster von Babahoyo                   | Crónicas                                               | Spanisch         | Sebastián Cordero                  | Nicht nominiert |
| Estland                 | Revolution der Schweine                               | Sigade revolutsioon                                    | Estnisch         | Jaak Kilmi, René Reinumägi         | Nicht nominiert |
| Finnland                | Das Babyprojekt – Producing Adults                    | Lapsia ja aikuisia – Kuinka niitä tehdään?             | Finnisch         | Aleksi Salmenperä                  | Nicht nominiert |
| Frankreich              | Die Kinder des Monsieur Mathieu                       | Les Choristes                                          | Französisch      | Christophe Barratier               | Nominiert       |
| Griechenland            | Zimt und Koriander                                    | Πολίτικη Κουζίνα (Politiki kouzina)                    | Griechisch       | Tassos Boulmetis                   | Nicht nominiert |
| Hongkong                | Running on Karma                                      | 大隻佬 (Daai chek liu)                                 | Kantonesisch     | Wai Ka-Fai, Johnnie To             | Disqualifiziert |
| Indien                  | Shwaas – The Breath                                   | श्वास (Shwaas)                                           | Marathi          | Sandeep Sawant                     | Nicht nominiert |
| Iran                    | Schildkröten können fliegen                           | لاک‌پشت‌ها هم پرواز می‌کنند (Lakposchtha parvaz mikonand) | Kurdisch         | Bahman Ghobadi                     | Nicht nominiert |
| Island                  | Kaltes Licht                                          | Kaldaljós                                              | Isländisch       | Hilmar Oddsson                     | Nicht nominiert |
| Israel                  | Campfire                                              | Medurat Hashevet (מדורת השבט)                          | Hebräisch        | Joseph Cedar                       | Nicht nominiert |
| Italien                 | Die Hausschlüssel                                     | Le chiavi di casa                                      | Italienisch      | Gianni Amelio                      | Nicht nominiert |
| Japan                   | Nobody Knows                                          | 誰も知らない (Dare mo Shiranai)                        | Japanisch        | Hirokazu Koreeda                   | Nicht nominiert |
| Kanada                  | Die andere Seite des Mondes                           | La face cachée de la lune                              | Französisch      | Robert Lepage                      | Nicht nominiert |
| Kolumbien               | El Rey                                                | El Rey                                                 | Spanisch         | Jose Antonio Dorado                | Nicht nominiert |
| Kroatien                | Lange dunkle Nacht                                    | Duga mračna noc                                        | Serbokroatisch   | Antun Vrdoljak                     | Nicht nominiert |
| Malaysia                | Puteri Gunung Ledang                                  | Puteri Gunung Ledang                                   | Malaysisch       | Saw Teong Hin                      | Nicht nominiert |
| Nordmazedonien          | Der Tag, als Stalins Hose verschwand                  | Големата Вода (Golemata voda)                          | Mazedonisch      | Ivo Trajkov                        | Nicht nominiert |
| Mexiko                  | Voces inocentes – unschuldige Stimmen                 | Voces inocentes                                        | Spanisch         | Luis Mandoki                       | Nicht nominiert |
| Niederlande             | Simon                                                 | Simon                                                  | Niederländisch   | Eddy Terstall                      | Nicht nominiert |
| Norwegen                | Hawaii, Oslo                                          | Hawaii, Oslo                                           | Norwegisch       | Erik Poppe                         | Nicht nominiert |
| Österreich              | Antares                                               | Antares                                                | Deutsch          | Götz Spielmann                     | Nicht nominiert |
| Palästina               | The Olive Harvest                                     | The Olive Harvest                                      | Arabisch         | Hanna Elias                        | Nicht nominiert |
| Philippinen             | Crying Ladies                                         | Crying Ladies                                          | Tagalog          | Mark Meily                         | Nicht nominiert |
| Polen                   | Der Striemen                                          | Pręgi                                                  | Polnisch         | Magdalena Piekorz                  | Nicht nominiert |
| Portugal                | Das Wunder laut Salome                                | O Milagre segundo Salomé                               | Portugiesisch    | Mário Barroso                      | Nicht nominiert |
| Rumänien                | Orient Express                                        | Orient Express                                         | Rumänisch        | Sergiu Nicolaescu                  | Nicht nominiert |
| Russland                | Wächter der Nacht – Nochnoi Dozor                     | Ночной дозор (Notschnoi dosor)                         | Russisch         | Timur Nuruachitowitsch Bekmambetow | Nicht nominiert |
| Schweden                | Wie im Himmel                                         | Så som i himmelen                                      | Schwedisch       | Kay Pollak                         | Nominiert       |
| Schweiz                 | Mein Name ist Bach                                    | Mein Name ist Bach                                     | Deutsch          | Dominique de Rivaz                 | Nicht nominiert |
| Serbien und Montenegro  | Jesen stiže, Dunjo moja                               | Јесен стиже, дуњо моја (Jesen stiže, Dunjo moja)       | Serbokroatisch   | Ljubiša Samardžić                  | Nicht nominiert |
| Slowenien               | Unter ihrem Fenster                                   | Pod njenim oknom                                       | Slowenisch       | Metod Pevec                        | Nicht nominiert |
| Spanien                 | Das Meer in mir                                       | Mar adentro                                            | Spanisch         | Alejandro Amenábar                 | Gewonnen        |
| Südafrika               | Eine Frau namens Yesterday                            | Yesterday                                              | Zulu             | Darrell Roodt                      | Nominiert       |
| Südkorea                | Brotherhood – Wenn Brüder aufeinander schießen müssen | 태극기 휘날리며 (Taegukgi Hwinallimyo)                 | Koreanisch       | Kang Je-gyu                        | Nicht nominiert |
| Taiwan                  | 20 30 40 Liebe hin – Liebe her                        | 20 30 40                                               | Mandarin         | Sylvia Chang                       | Nicht nominiert |
| Thailand                | Die Ouvertüre                                         | โหมโรง (Hom rong)                                      | Thailändisch     | Ittisoontorn Vichailak             | Nicht nominiert |
| Tschechien              | Hals über Kopf                                        | Horem pádem                                            | Tschechisch      | Jan Hřebejk                        | Nicht nominiert |
| Ukraine                 | Voditel dlya Very                                     | Водитель для Веры (Wodytel dlja Wery)                  | Russisch         | Pawel Grigorjewitsch Tschuchrai    | Disqualifiziert |
| Ungarn                  | Kontroll                                              | Kontroll                                               | Ungarisch        | Nimród Antal                       | Nicht nominiert |
| Uruguay                 | Whisky                                                | Whisky                                                 | Spanisch         | Juan Pablo Rebella, Pablo Stoll    | Nicht nominiert |
| Venezuela               | Punto y Raya                                          | Punto y Raya                                           | Spanisch         | Elia Schneider                     | Nicht nominiert |